# Bretonen
| Bretonen (Bretoned)                         | Bretonen (Bretoned)            |
| ------------------------------------------- | ------------------------------ |
| Anzahl in der Bretagne und Loire-Atlantique | 4.367.086                      |
| Siedlungsgebiete                            | Bretagne und Loire-Atlantique  |
| Sprache                                     | Bretonisch, Französisch, Gallo |
| Religion                                    | Vorwiegend katholisch          |
| Verwandte Ethnien                           | Waliser, Iren, Schotten, Manx  |

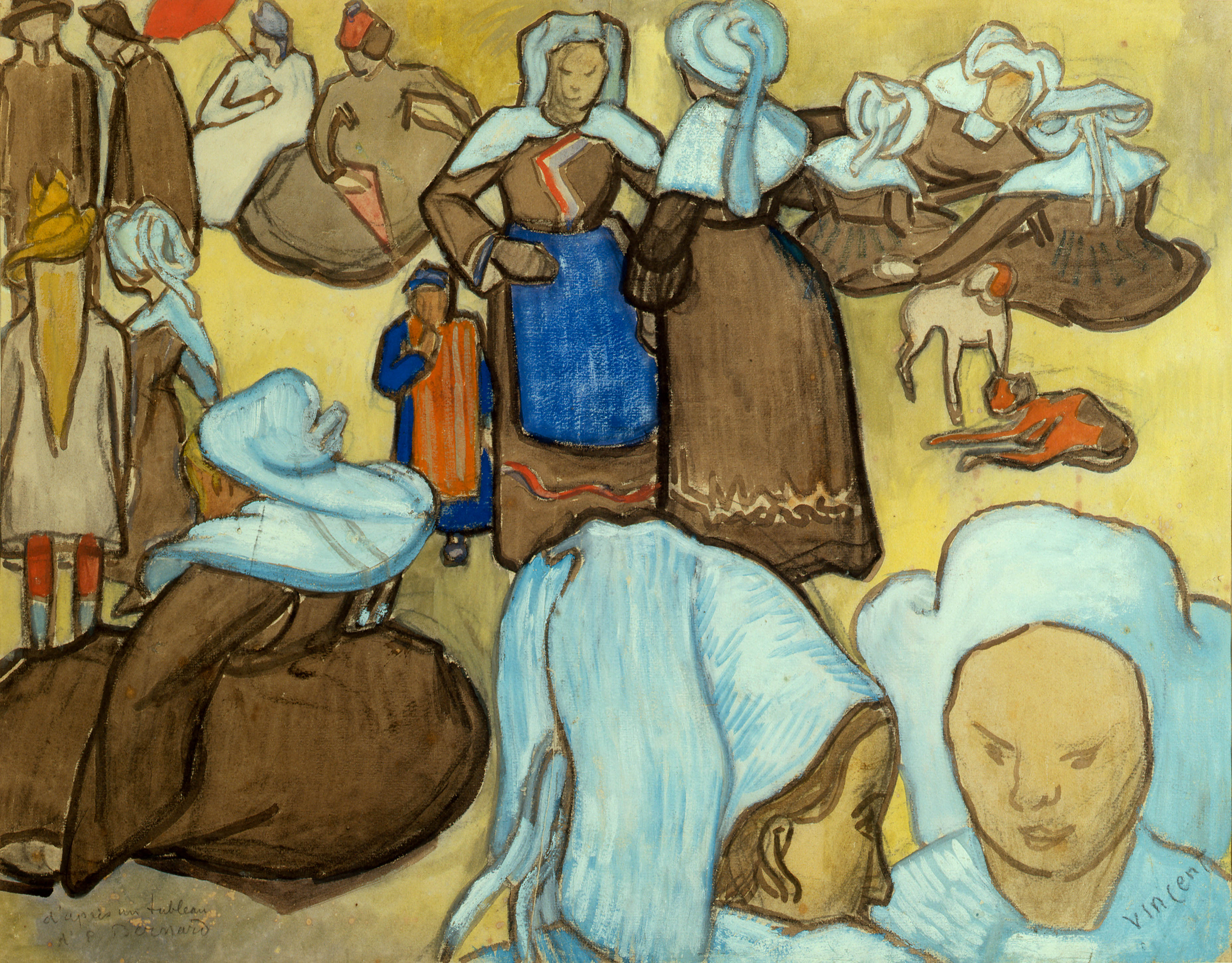
Bretonische Frauen, Gemälde von Vincent van Gogh, 1888

Die Bretonen sind ein keltisches Volk, das sich in der Bretagne (Frankreich) niederließ.
Im 6. Jahrhundert kam der Volksstamm Britto (Breton auf Lateinisch) aus Großbritannien. Jene abwandernden Britto kamen teils als Flüchtlinge vor Angelsachsen und irischen Plünderern, teils im Zuge gezielter Ansiedlung von der britannischen Insel. Sie haben sich mit den Einheimischen gemischt und gehören jetzt zu den nationalen Minderheiten in Frankreich. Die Mehrzahl gehört der römisch-katholischen Kirche an.
Seit dem 16. Jahrhundert gehört die Bretagne zu Frankreich. Sie war von Anfang an zweisprachig: Die mit dem Französischen verwandte Oïl-Sprache Gallo wird im Osten und die bretonische Sprache als keltische Sprache im Westen der Region heute noch gesprochen. Beide Sprachen gelten jedoch als bedroht.

## Bretonische Einwanderung
Schon zur Zeit der römischen Kolonisation hatten intensive Kontakte zwischen der aremoricanischen Halbinsel und der britischen Insel bestanden. Im späten 4. Jahrhundert gehörten die befestigten Städte und Kastelle an der Küste zum Limes der sogenannten Sachsenküste, dessen Besatzungen unter dem Befehl eines Dux tractus Armoricani et Nervicani standen. Nach Abzug der römischen Armee zu Anfang des 5. Jahrhunderts, unter Kaiser Flavius Honorius, vertrieben die Provinzialen um 409 die römischen Verwaltungsbeamten und erklärten sich für unabhängig. Germanus von Auxerre reiste 437 an den kaiserlichen Hof in Ravenna, um Nachsicht für die Bewohner von Aremorica zu erlangen. Der einflussreiche römische Heermeister Flavius Aëtius hatte alanische Truppen zu einer Strafexpedition gegen die dortigen Bagauden entsandt, die sich unter Führung eines gewissen Tibatto erhoben hatten. Die aremoricanischen Stammesführer und Städte schlossen sich in weiterer Folge gegen angelsächsische Plünderer zu einem Schutzbund zusammen, der bis zur Eroberung des Landes durch den Frankenkönig Chlodwig I. um 500 bestand.
In der Zeit des Niedergangs des Weströmischen Reiches, ab etwa 450 n. Chr., wanderten vor allem christianisierte Waliser auf die bretonische Halbinsel ein. Gleichzeitig dehnten sich die Siedlungsgebiete der noch heidnischen Altsachsen, Angeln und Jüten auf der britischen Hauptinsel immer weiter aus. So setzten etwa zwei Jahrhunderte lang in unregelmäßigen Abständen Britonen in die Bretagne über, um so den unsicheren politischen Verhältnissen ihrer ursprünglichen Heimat zu entkommen. Sie besiedelten und christianisierten Aremorica und brachten ihre Sprache in das bereits lange romanisierte Gallien. Das Bretonische geht also nicht auf das noch zu Caesars Zeiten in der Bretagne gesprochene keltische Idiom zurück. Im Zuge des erneuten Wiederauflebens der keltischen Sprache und Kultur wurden der Einfluss der Galloromanen stetig zurückgedrängt, bis sie ihre Vorherrschaft um 580 endgültig einbüßten. François Falc'hun zufolge geht jedoch der bretonische Dialekt, der in der Region um Vannes gebräuchlich ist, noch auf die ursprüngliche keltische Sprache Aremoricas zurück.